# Goliathia andrewsii
Goliathia andrewsii — викопний вид лелекоподібних птахів родини китоголовових (Balaenicipitidae), що існував в олігоцені в Африці. Викопні рештки птаха знайдені у відкладеннях формації Джебель-Катрані в губернаторстві Ель-Фаюм на півночі Єгипту. Відомий лише з единого зразка ліктьової кістки. Можливо, після ретельніших досліджень, вид можна буде перенести до сучасного роду Balaeniceps.